# Lazebník sevillský (Rossini)
Lazebník sevillský (v originále Il barbiere di Siviglia) je název patrně nejznámější opery Gioacchina Rossiniho z roku 1816 podle Beaumarchaisovy komedie (Le Barbier de Séville). Autorem libreta je Cesare Sterbini.

## Postavy
- Hrabě Almaviva (tenor)
- Bartolo, doktor (bas)
- Rosina, jeho schovanka (mezzosoprán, ale původně byla tato role napsána jako kontraaltová[1])
- Figaro (baryton)
- Basilio, učitel (bas)
- Berta, služebná (soprán)
- Fiorello, Almavivův sluha (bas)
- Ambrogio/Ambrož, Bartolův sluha (bas)
- Oficír (bas)
- Notář (němá role)

## Obsah
Lazebník sevillský je komická opera o dvou dějstvích. Její děj se odehrává v 17. století ve Španělsku.

### První dějství
Hrabě Almaviva zpívá na ulici serenádu pod oknem dívky, do které se zamiloval. Kolemjdoucí Figaro, jeho bývalý sluha, mu prozrazuje, že dívka je Rosina, se kterou se chystá kvůli jejímu dědictví oženit její starý poručník dr. Bartolo.
Figaro poradí Almavivovi, aby se převlékl za důstojníka a vyžádal si ubytovací lístek do Bartolova domu, což je podle něj nejjednodušší způsob, jak se dostat blíže k Rosině. Almaviva se zařizuje přesně podle této rady.

### Druhé dějství
Bartolovi se podaří Almavivu vystrnadit ze svého domu, ten se však vrací znovu v přestrojení za Rosinina učitele hudby – jako záskok za Basilia, který měl údajně onemocnět. Než je Bartolem poznán a vyhozen, podaří se mu dohodnout s Rosinou útěk a tajný sňatek.
Za bouře vniká s pomocí Figara balkónem do domu, do kterého zároveň přichází Basilio s notářem, aby smluvně potvrdili svatbu Rosiny s Bartolem. Almaviva oba podplatí, takže na místo smlouvy Rosiny s Bartolem je podepsána smlouva Rosiny s Almavivou. Ten na důkaz, že mu jde o Rosinu, nikoliv o její peníze, přenechává její dědictví Bartolovi.

## Filmová zpracování
- Lazebník sevillský (film, 1933) - francouzský filmový přepis z roku 1933
- Lazebník sevillský (film, 1946) - italský filmový záznam z roku 1946